# Baar, Aichach-Friedberg, Bavaria
Baar este o comună din districtul Aichach-Friedberg, landul Bavaria, Germania.